# Paraelectricidad
La paraelectricidad se refiere a la propiedad que presentan numerosos materiales a polarizarse cuando son sometidos a la influencia de un campo eléctrico. A diferencia de la ferroelectricidad, este fenómeno se produce incluso cuando no existen dipolos permanentes presentes en el material. Dado que no existe alineación residual de dipolos, al cesar la influencia del campo eléctrico, la polarización se desvanece.
Los materiales que presentan esta propiedad, se conocen como materiales paraeléctricos.